# Buñuel y la mesa del rey Salomón
Buñuel y la mesa del rey Salomón és una pel·lícula espanyola de 2001, dirigida per Carlos Saura, en la qual Dalí, Lorca i Buñuel es converteixen en els protagonistes. Fou nominada a la Conquilla d'Or al Festival Internacional de Cinema de Sant Sebastià. També fou nominat al Fantasporto de 2002.

## Sinopsi
Un Luis Buñuel ja ancià tanca els ulls i somnia en la pel·lícula que li hauria agradat filmar. Al Toledo dels anys 20, uns joves amics (Luis Buñuel, Federico García Lorca i Salvador Dalí) investiguen el parador de la misteriosa taula del rei Salomó. Qui la trobi tindrà el poder de veure el present, el passat i el futur. Els tres amics s'impliquen en un perillós joc d'intrigues on l'amistat els ajudarà a superar els obstacles que hi trobin.

## Repartiment
- El Gran Wyoming: Luis Buñuel, ancià
- Pere Arquillué: Luis Buñuel
- Ernesto Alterio: Salvador Dalí
- Adrià Collado: Federico García Lorca
- Valeria Marini: Ana María de Zayas
- Amira Casar: Fátima
- Jean-Claude Carrière: David Goldman
- Juan Luis Galiardo: crític de cinema
- Armando De Razza: bisbe Abilio Avendaño
- Eusebio Lázaro: el jue uerrant

## Premis i nominacions
XVI Premis Goya (2001)
| Categoria                        | Persona                                                                  | Resultat   |
| -------------------------------- | ------------------------------------------------------------------------ | ---------- |
| Millor maquillatge i perruqueria | Concha Martí Ruth García                                                 | Candidates |
| Millors efectes especials        | Reyes Abades José María Aragonés Carlos Martínez Ana Núñez Antonio Ojeda | Guanyadors |

Medalles del Cercle d'Escriptors Cinematogràfics de 2001
- Millor actor secundari (El Gran Wyoming), candidat.[6]